# Too Young
"Too Young" é uma canção gravada pelo rapper e cantor estadunidense Post Malone, para seu álbum de estreia Stoney (2016). Originalmente foi lançado em 23 de abril de 2015 no perfil de Malone no SoundCloud. Foi lançada como um single oficial em 9 de outubro de 2015 pela Republic Records, servindo como segundo single do álbum. A faixa foi escrita pelo próprio Malone, Michael Hernández, Carlos Suárez, Justin Mosely, e Trocon Roberts Jr. and Steven Bolden da FKi. A canção foi dedicada a Christian Taylor e aos rappers A$AP Yams e Chinx, que morreram antes do lançamento da canção.

## Antecedentes
Malone disse em uma entrevista com Genius que "Depois que A$AP Yams morreu eu gravei esta música, então é uma espécie de homenagem a ele. Nós não éramos amigos, mas eu acho que foi tão legal como ele era um ícone cultural e ele inspirou tantas pessoas a fazer o que eles queriam fazer. E ele teve tanta influência na juventude de hoje. Eu acho que foi uma tragédia que ele foi tão cedo. Eu só pensei que era a coisa certa, para prestar homenagem a ele".

## Videoclipe
O videoclipe da canção foi lançado em 22 de outubro de 2015 na conta da Vevo de Malone no YouTube. O videoclipe foi dirigido por John Rawlins.

## Posições nas tabelas musicais

### Tabelas semanais
| Tabela musical (2016)                                         | Melhor posição |
| ------------------------------------------------------------- | -------------- |
| Estados Unidos (Billboard Bubbling Under R&B/Hip-Hop Singles) | 8              |

### Tabelas de fim-de-ano
| Tabela musical (2019) | Posição |
| --------------------- | ------- |
| Portugal (AFP)        | 1927    |

## Certificações
| Região | Certificação | Vendas     |
| --- | ------------ | ---------- |
| Canadá (Music Canada) | Platina      | 80.000‡    |
| Estados Unidos (RIAA) | Platina      | 1.000.000‡ |
| Reino Unido (BPI) | Prata        | 200.000‡   |
| *vendas baseadas apenas na certificação ^distribuições baseadas apenas na certificação ‡números de vendas+streaming baseados apenas na certificação |              |            |